# فيكرام ميسري
وَكْرَم مِصْرِيّ (بالهندستانية: وکرم مصری/विक्रम मिस्री) هو دبلوماسي هندي في الخدمة الخارجية الهندية، ويشغل حاليًا منصب وزير الخارجية الخامس والثلاثين للهند منذ يوليو 2024. وفي السابق، شغل منصب نائب مستشار الأمن القومي للهند من يناير 2022 حتى يوليو 2024، وسفير الهند لدى الصين من يناير 2019 إلى ديسمبر 2021.

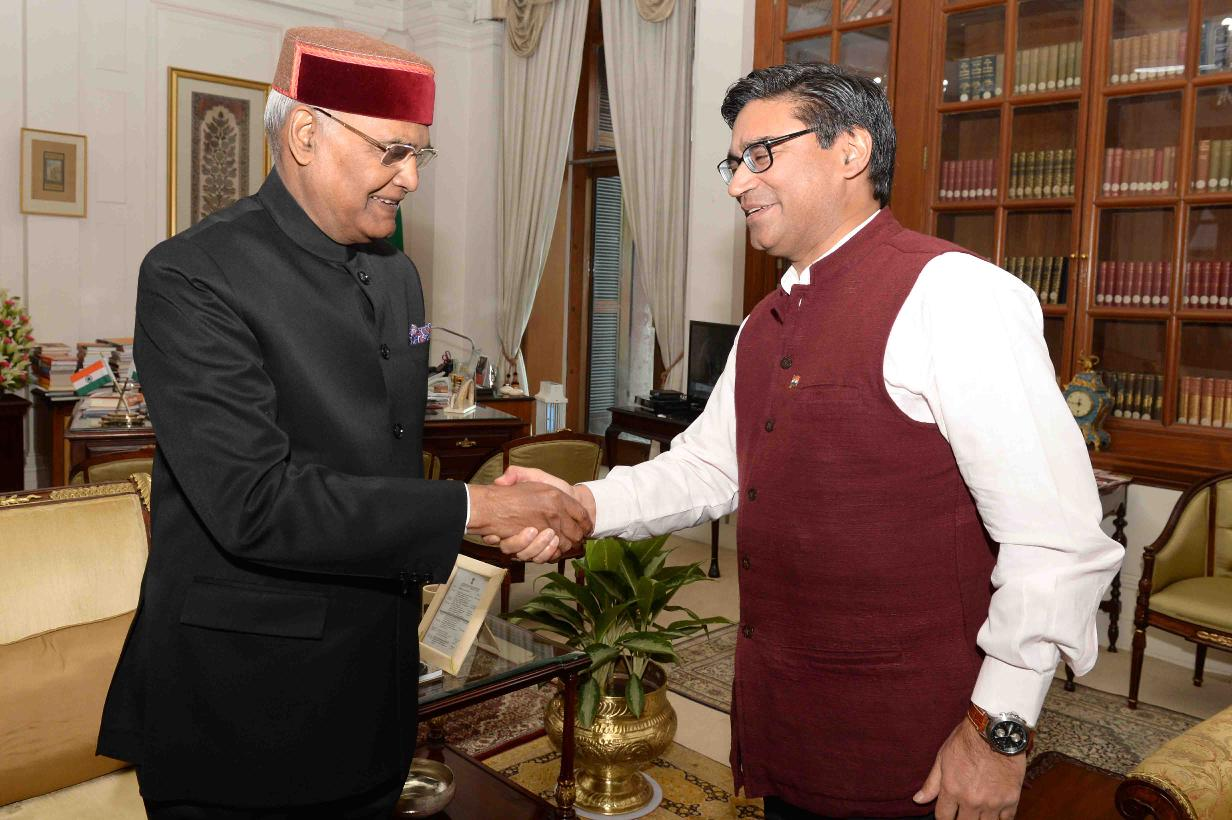
وكرم مصري يدعو الرئيس الهندي رام ناث كوفيند، في راشتراباتي بهافان في 15 يناير 2018

عمل سابقًا كسكرتير خاص لرؤساء الوزراء إندر كومار كجرال ومانموهان سينغ وناريندرا مودي، وكذلك سفيرًا للهند لدى إسبانيا وميانمار.

## الحياة المبكرة والتعليم
وُلِد مصري في 7 نوفمبر 1964 في سريناغار بالهند لعائلة هندوسية كشميرية. التحق بمدرسة بيرن هول ومدرسة DAV في سريناغار ومدرسة دير كارمل في أودامبور. ثم درس في مدرسة سينديا في جواليور. وفي وقت لاحق، أكمل درجة البكالوريوس في التاريخ من الكلية الهندوسية بجامعة دلهي. كما أكمل ماجستير إدارة الأعمال في معهد XLRI - Xavier للعلاقات العمالية في جمشيدبور.

## الحياة المهنية
بعد إكمال تعليمه، عمل ثلاث سنوات في مجال الإعلان. عمل لفترات مع شركة لينتاس إنديا في مومباي واتصل بالإعلان في دلهي. انضم إلى الخدمة الخارجية الهندية في عام 1989. بين عامي 1991 و1996، خدم في مناصب مختلفة في البعثات الهندية في بروكسل وتونس. تم تعيينه سكرتيرًا خاصًا لرئيس الوزراء إندر كومار كجرال في عام 1997. بعد ذلك، عمل لفترات مختلفة في مكتب رئيس الوزراء ووزارة الشؤون الخارجية، بالإضافة إلى العديد من البعثات الهندية في الخارج.
في عام 2012، عُيّن سكرتيرًا خاصًا لرئيس الوزراء مانموهان سينغ. واستمر في العمل بهذا واستمر في العمل بهذا المنصب حتى خلف ناريندرا مودي سينغ. عُيّن سفيرًا لدى إسبانيا عام 2014. عُيّن سفيرًا لدى ميانمار عام 2016.

### وزير الخارجية
في 28 يونيو 2024، أُعلن أن السيد مصري سيخلف فيناي موهان كواترا في منصب وزير خارجية الهند. وفي 15 يوليو 2024، أصبح وزير خارجية الهند الخامس والثلاثين.